# Libníč
Libníč (en allemand : Libnitsch) est une commune du district de České Budějovice, dans la région de Bohême-du-Sud, en République tchèque. Sa population s'élevait à 565 habitants en 2023.

## Géographie
Libníč se trouve à 7 km au nord-est du centre de České Budějovice et à 118 km au sud de Prague.
La commune est limitée par Lišov au nord et à l'est, par Jivno, Adamov, Hůry et Úsilné au sud, et par Borek à l'ouest.

## Histoire
La première mention écrite du village date de 1394.

## Administration
La commune se compose de deux sections :
- Jelmo
- Libníč

## Galerie

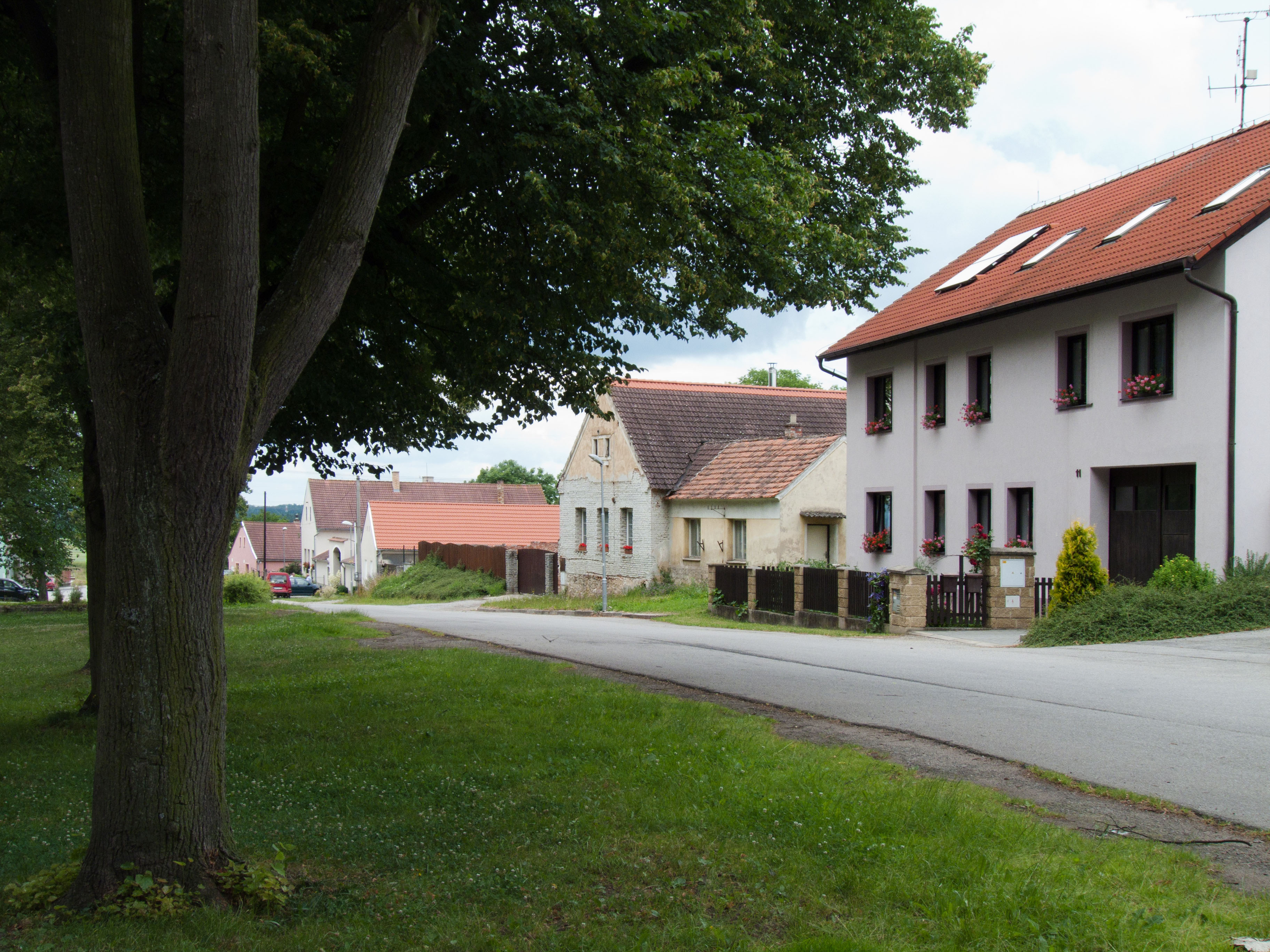
Libníč : place centrale.
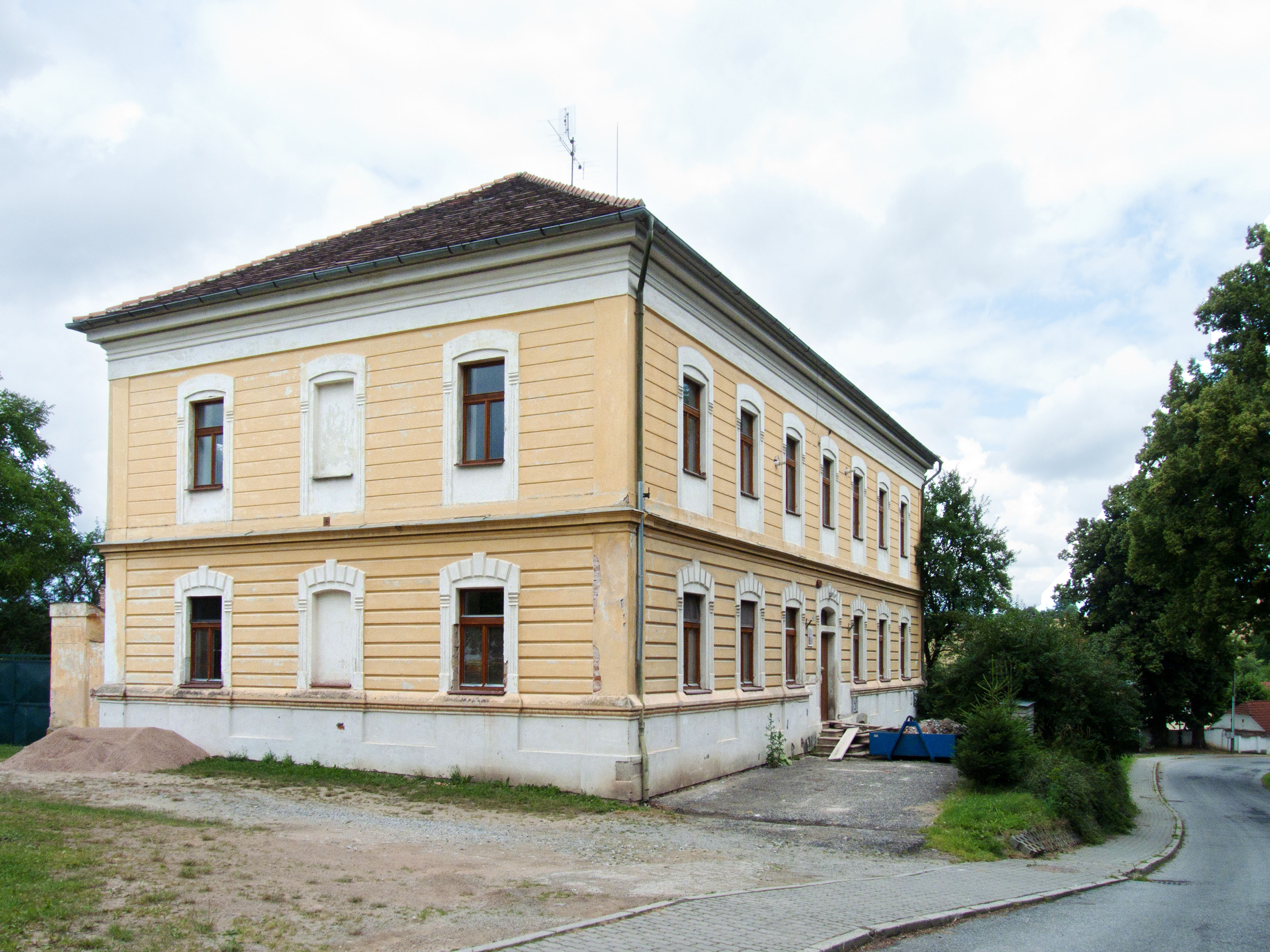
École primaire.

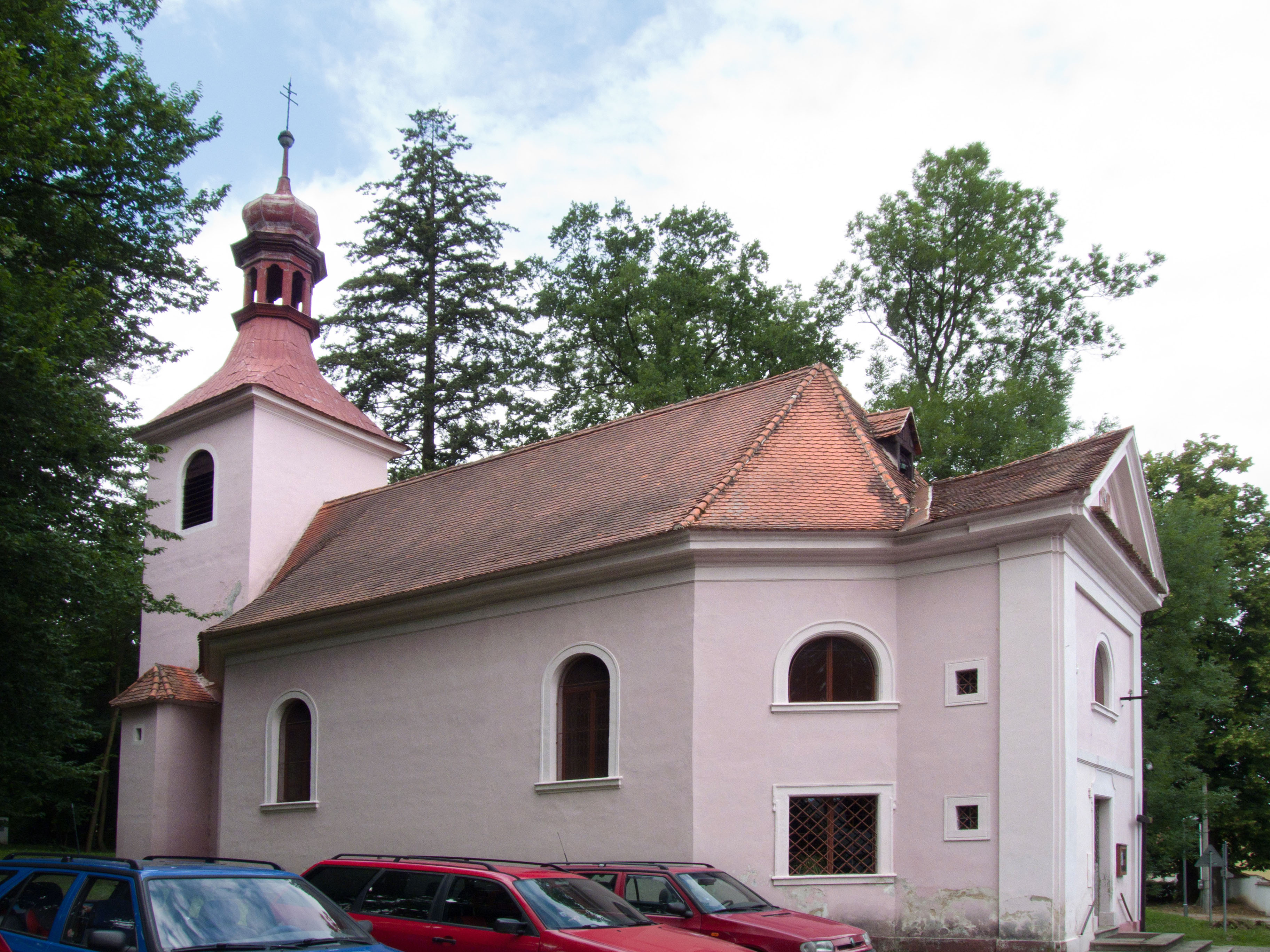
Église de la Sainte-Trinité.

## Transports
Par la route, Libníč se trouve à 10 km de České Budějovice et à 149 km de Prague.